# Kaleva (geslacht)
Kaleva is een geslacht van vliesvleugeligen uit de familie Pteromalidae. De wetenschappelijke naam van dit geslacht is voor het eerst geldig gepubliceerd in 1957 door Graham.

## Soorten
Het geslacht Kaleva omvat de volgende soorten:
- Kaleva corynocera Graham, 1957
- Kaleva livida Graham, 1957
- Kaleva microps Boucek, 1993